# 水口町

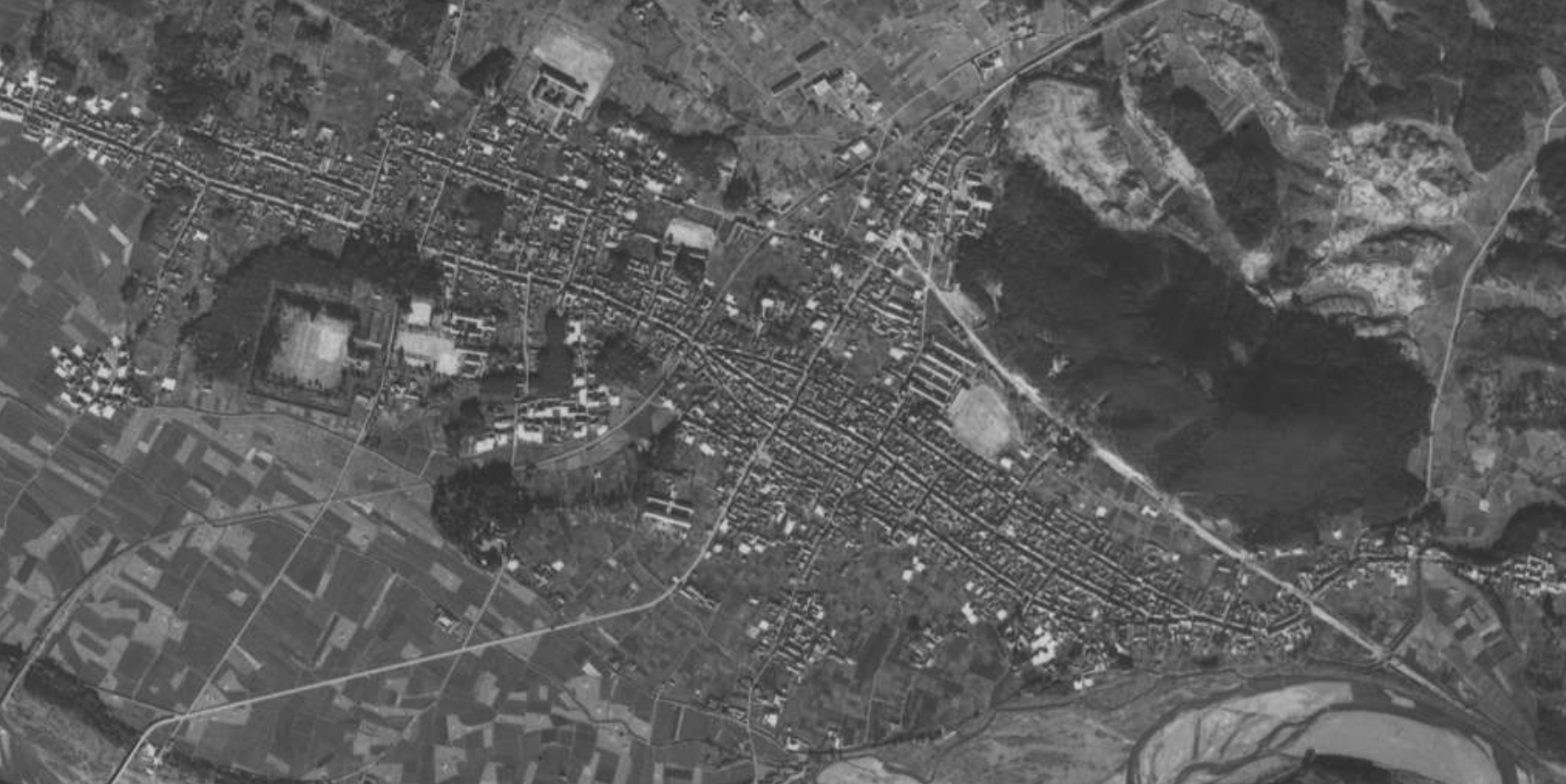
1948年の航空写真

水口町（みなくちちょう）は、かつて滋賀県甲賀郡に属していた町。
古くから城下町、また東海道の宿場町（水口宿）として栄えた。2004年10月1日に水口町、土山町、甲賀町、甲南町、信楽町が合併して甲賀市（こうかし）となったため廃止された。現在は「甲賀市水口町」として地名に残る。

## 地理
- 山: 庚申山、盆天山 など
- 河川: 野洲川、思川 など

### 隣接していた自治体
- 土山町、甲賀町、甲南町、信楽町（以上、甲賀市となる町）
- 甲西町、竜王町、蒲生町、日野町

## 歴史
東海道はかつて、現在のJR東海道線と異なり鈴鹿越えのルートを採っていたが、水口宿は土山宿（旧・土山町）と並び、近江国（滋賀県）側の宿場町。甲賀市となった今も、市役所が置かれる中心的な町である。

### 沿革
- 1889年（明治22年）4月1日 - 町村制の施行により、水口村・林口村・松尾村・中畑村・新城村の区域をもって水口村が発足。
- 1894年（明治27年）8月18日 - 水口村が町制施行して水口町となる。
- 1942年（昭和17年）4月1日 - 柏木村（第1次）を編入。
- 1948年（昭和23年）10月10日 - 大字泉・酒人・宇田・植・北脇が分立して柏木村（第2次）が発足。
- 1955年（昭和30年）4月15日 - 伴谷村・柏木村（第2次）・貴生川町と合併し、改めて水口町が発足。
- 1956年（昭和31年）4月1日 - 土山町の一部（大字今郷）を編入。
- 1956年（昭和31年）10月1日 - 甲賀町の一部（大字嶬峨・和野）を編入。
- 2004年（平成16年）10月1日 - 土山町・甲賀町・甲南町・信楽町と合併して甲賀市が発足。同日水口町廃止。

## 行政
- 町長 西居 忠一、徳野 徳次、宍戸 貞六、林田 久一、西川 勝彦

## 姉妹都市

### 国内
- 壬生町（栃木県）
  - 1985年（昭和60年）4月姉妹都市提携

## 教育

### 中学校
- 甲賀市立水口中学校
- 甲賀市立城山中学校
- 滋賀県立水口東中学校

### 小学校
- 甲賀市立綾野小学校
- 甲賀市立貴生川小学校
- 甲賀市立伴谷小学校
- 甲賀市立柏木小学校
- 甲賀市立水口小学校
- 甲賀市立伴谷東小学校

## 交通
- JR草津線が草津から柘植をつなぎ、その中央部の貴生川駅で、信楽高原鉄道と近江鉄道が分岐している。道路は旧東海道の国道1号線と国道307号線が交差する交通の要衝。

### 鉄道
- 中心となる駅：JR草津線貴生川駅、近江鉄道水口駅、水口城南駅

### 道路
- 町内を走る一般国道：国道1号、国道307号

## 施設
- 滋賀県甲賀地域振興局
- 水口簡易裁判所
- 水口町立図書館
- 水口歴史民俗資料館
- 公立甲賀病院
- 水口映画劇場 - 映画館
- 水口銀座映画劇場 - 映画館

## 名所・旧跡・観光スポット・祭事・催事
- 水口岡山城：国史跡
- 水口城跡：県史跡
- 水口神社
- 大岡寺
- 飯道寺
- 大池寺
- 水口曳山祭

## 著名な出身者
- 井原正巳（元サッカー選手、サッカー指導者、元日本代表主将）
- 今村博治（元サッカー選手、元日本代表選手）
- 巖谷一六（書家、政治家、貴族院議員）
- 川嶋四郎（法学者、同志社大学教授）
- 川嶋真（財務官僚）
- 北島寿典（陸上競技選手）
- 菅健次郎（鉄道官僚）
- 田中重久（美術史家）
- 中田邦造（図書館員、教育者）